# Marcus Atilius Regulus (consul in 227 v.Chr.)
Marcus Atilius Regulus was een Romeins politicus.
Hij was de zoon van Marcus Atilius Regulus. Hij was consul in 227 v.Chr., en consul suffectus in 217 v.Chr. in plaats van Gaius Flaminius Nepos, die in de Slag bij het Trasimeense Meer was gesneuveld.
Als censor in 214 v.Chr. was hij zeer streng tegen hen, die na de Slag bij Cannae het plan hadden gehad, Italië te verlaten, verder die door woordbreuk zich aan Hannibals gevangenschap hadden onttrokken, en ten slotte tegen hen, die in de laatste vier jaren zich zonder voldoende grond aan de krijgsdienst hadden onttrokken.

## Referentie
- art. Atilii (5), in J.G. Schlimmer - Z.C. De Boer, Woordenboek der Grieksche en Romeinsche Oudheid, Haarlem, 19203, p. 106.